# 2961 Katsurahama
2961 Katsurahama este un asteroid din centura principală, descoperit pe 7 decembrie 1982 de Tsutomu Seki.